# Salimou ben Mwé Fani
Salimou ben Mwé Fani ou Salim Ier de Mayotte est sultan de Mayotte de 1727 à 1752.

## Biographie
Frère de la précédente sultane Mwanao binti Mwe Fani, destituée par leur oncle Aboubakar ben Omar en 1720, il fomente un complot avec l'aide du sultan Salim Ier d'Anjouan pour renverser ce dernier. Ils y parviennent en 1727.
Salim Fani refuse de faire allégeance à Said Ahmed, lorsque celui-ci arrive au pouvoir en 1742. Il en résulte une série d'interventions militaires entre les deux sultanats.
Son fils Boina Kombo ben Salim lui succède en 1752.